# Josip Pirmajer
Josip Pirmajer   (Trbovlje, 14 de febrer de 1944 - Srbobran, 24 de juny de 2018) va ser un futbolista i entrenador de futbol iugoslau que jugava d'extrem. A nivell internacional, va representar la selecció de Iugoslàvia.

## Carrera com a jugador

### Club
Pirmajer va néixer a Trbovlje, a l'actual Eslovènia. En el moment del seu naixement, Trbovlje va ser rebatejat com a Trifail per les forces nazis d'ocupació alemanyes. Es va traslladar amb la seva família a Sèrbia, a Srbobran, el 1947.  Les seves habilitats futbolístiques van ser detectades quan anava a l'escola primària i es va unir a l'equip juvenil d'Elan Srbobran. Quan tenia 16 anys, amb un permís mèdic especial, li van permetre començar a jugar a l'equip principal de l'Elan Srbobran. Després d'un grapat de partits va atreure l'atenció de clubs més importants, i poc després es va unir a l'RFK Novi Sad. Va debutar la temporada 1960–61, en què el Novi Sad va aconseguir el seu ascens històric a la Primera Lliga Iugoslava després de guanyar la Segona Lliga Iugoslava Est de la temporada 1960–61. Pirmajer va jugar el següent2 1⁄2 temporades amb el Novi Sad a la Primera Lliga, fins a les vacances d'hivern de la temporada 1963–64, quan va ser fitxat pel FK Partizan. Pirmajer es va traslladar a la capital i va jugar amb el Partizan un total de quatre temporades i mitja durant les quals va guanyar un campionat. Va jugar com a titular la final de la Copa d'Europa de 1966, que el Partizan va perdre contra el Reial Madrid per 2 a 1 a l'Estadi Heysel, de Brussel·les, la sisena Copa d'Europa madridista. Durant la seva etapa al Partizan va aconseguir el rècord d'haver jugat 252 partits competitius consecutius.
L'estiu de 1967, Pirmajer va tornar a Novi Sad, aquesta vegada al FK Vojvodina, on va jugar quatre temporades més a la màxima categoria iugoslava. Després, va jugar dues temporades i mitja a l'estranger, a França, amb el Nîmes Olympique a la Ligue 1. Durant les vacances d'hivern de 1974–75, Pirmajer va tornar a Iugoslàvia i, amb 30 anys, es va incorporar al seu antic club, l'RFK Novi Sad, on va jugar fins a l'estiu de 1977 a la Segona Lliga Iugoslava.

### Internacional
Pirmajer va jugar per a tots els nivells juvenils de la selecció nacional de Iugoslàvia, inclosa la selecció olímpica, abans de debutar amb la selecció de Iugoslàvia el 1964. Va fer quatre aparicions amb Iugoslàvia.

## Carrera com a entrenador
Després de retirar-se, Pirmajer es va convertir en entrenador i va treballar a RFK Novi Sad, FK Jedinstvo Novi Bečej, FK Vojvodina, FK Elan Srbobran, FK Beograd, FK Sileks, FK Big Bull Bačinci i FK Bečej.
Pirmajer va continuar vivint a Sèrbia, on va esdevenir president del FK Srbobran.
El gener de 2009, l'Associació Esportiva del municipi de Srbobran va atorgar a Pirmajer un premi especial com a reconeixement com l'esportista més reeixit de Srbobran i per la seva contribució general al desenvolupament de l'esport al municipi. A més de ser un excel·lent futbolista, Pirmajer també va jugar a handbol amb l'RK Bačka, a bàsquet amb el KK Akademik i a tennis taula.

## Mort
Pirmajer va morir el 24 de juny de 2018 a Srbobran, Sèrbia, a l'edat de 74 anys.

## Palmarès
Novi Sad
- Segona Lliga Iugoslava

Partizan
- Primera Lliga Iugoslava: 1964–65
- Copa d'Europa: finalista de la temporada 1965–66